# Кюрекчи
Кюрекчи (азерб. Kürəkçi) — селение в Ярдымлинском районе Азербайджана.

## География
Населённый пункт расположен при речке Кюрэкчи́ // Кюракчи.

## Название
«Кавказский календарь» на 1856 год приводит название селения буквами местного языка (ﮐﻮﺮﮐﭽﯽ). В русской дореволюционной литературе можно встретить написания «Куракчи», «Кюракчи» или два написания: «Куракчи (Кюрекчи)».

## История
В течение XIX—XX веков Кюрекчи принадлежала Российской империи. Селение относилось к Себидажскому магалу Шемахинской губернии. Позднее оно входило в состав Ленкоранского уезда Бакинской губернии.
В 1880-х годах Кюрекчи и ряд других населённых пунктов (орфография сохранена: «Арвана», «Мамулганъ», «Миля» с отсёлком «Урагаранъ», «Пештасаръ» с отсёлком «Асад-абадъ» и «Юзю») относились к Пештасарскому сельскому обществу Зувандского участка вышеуказанного уезда. Упомянутые населённые пункты («Арвана», «Асадъ Абадъ», «Кюракчи», «Мамулганъ», «Миля», «Пештасаръ», «Урагеранъ» и «Юзю») были частью Пештасарского общества и в начале XX века.
В 1930 году был образован Вергядузский район, который спустя время был переименован в Ярдымлинский. На 1 января 1961 года Кюрекчи и ещё 8 населённых пунктов (Чайузи, Дагузи, Нисакяла, Каракая, Уракеран, Авур, Авун и Гярсаван) относились к Чайузинскому сельскому Совету (сельсовету), а на 1 января 1977 года три населённых пункта (Кюрекчи, Гярсаван и Аваш) относились уже к Кюрекчинскому сельсовету.

## Население
В статистических материалах второй половины XIX — первой половины XX веков жители Кюрекчи обычно фиксировались как «татары» // «тюрки» (азербайджанцы), но есть случай, когда они были указаны как талыши.

### XIX век
Согласно «Кавказскому календарю» на 1856 год селение Кюрекчи Себидажского магала населяли «татары»-шииты (азербайджанцы-шииты), которые между собой говорили по-«татарски» (по-азербайджански).
По данным списков населённых мест Бакинской губернии от 1870 года, составленных по сведениям камерального описания губернии с 1859 по 1864 год, здесь имелось 23 двора и 249 жителей (132 мужчины и 117 женщин), которые были «татарами»-шиитами (азербайджанцами-шиитами). Согласно сведениям 1873 года, опубликованным в изданном в 1879 году под редакцией Н. К. Зейдлица «Сборнике сведений о Кавказе», в селении было уже 30 дворов и 265 жителей (148 мужчин и 117 женщин), также состоящих из «татар»-шиитов (азербайджанцев-шиитов).
Из материалов посемейных списков на 1886 год видно, что все 294 жителя (158 мужчин и 136 женщин; 32 дыма) являлись «татарами»-шиитами (азербайджанцами-шиитами), а в сословном отношении крестьянами.

### XX век
По сведениям Списка населённых мест, относящегося к Бакинской губернии и изданного Бакинским губернским статистическим комитетом в 1911 году, в селении насчитывалось 543 жителя талышской национальности (294 мужчины и 249 женщин; 74 дыма), которые были шиитами по вероисповеданию.
Согласно материалам издания «Административное деление АССР», подготовленного в 1933 году Управлением народно-хозяйственного учёта Азербайджанской ССР (АзНХУ), по состоянию на 1 января 1933 года в Кюрекчи (Kyrəkci) было 73 хозяйства и 580 человек коренного населения (то есть приписанного к данному селу), среди которых 285 мужчин и 295 женщин. В этих же материалах указано, что весь Кюрекчинский сельсовет Вергедузского района (Арвана, Авар, Киревич, Кюрекчи и Караулдаш) в национальном плане на 100 % состоял из «тюрок» (азербайджанцев).